# Parafia Opatrzności Bożej w Kaliszu
Parafia Opatrzności Bożej w Kaliszu – parafia rzymskokatolicka w diecezji kaliskiej.

## Historia
Na początku istniała tylko kaplica (duży barak) przy Specjalnym Ośrodku Wychowawczym ul. Kościuszki 24. Kiedy zaczęto w coraz szerszym zakresie spełniać posługę duszpasterską, biskup włocławski 25 września 1952 r. wydaje dekret erygujący parafię pod wezwaniem Opatrzności Bożej. Opiekę nad nową parafią powierza Orionistom. Do czasu wybudowania nowej świątyni, tymczasowym kościołem była kaplica ss. karmelitanek bosych w Kaliszu przy ul. Widok 80. Przed 1925 r. zostaje zakupiony plac pod budowę nowej świątyni przy ul. Polnej 8. Prace przy budowie kościoła Najświętszej Maryi Panny Matki Kościoła rozpoczęto 25 sierpnia 1967. 23 czerwca 1968 został wmurowany kamień węgielny poświęcony przez papieża Pawła VI. 11 października 1968 władze wojewódzkie w Poznaniu wyraziły zgodę na wybudowanie plebanii. Została ona ukończona 1971 r. W dniu 12 września 1971 r. zostaje oddany do użytku kościół dolny (w górnym trwają jeszcze prace). Cały kościół zostaje oddany do użytku 15 października 1972 r. Konsekrował go ksiądz biskup Jan Zaręba, który wcześniej dokonał wmurowania w mensę ołtarzową relikwii polskich świętych męczenników: Benedykta i Jana, Mateusza, Izaaka i Krystyna. 19 maja 1975 r. pasterz diecezji włocławskiej dokonał poświęcenia dzwonów. Otrzymały one imiona: Maryja, Józef, Stanisław. Kościół ten wybudowany jest na kształt dwóch potężnych namiotów. Mają one wysokość 18 i 30 m, które nadają świątyni kształt pierwszej litery alfabetu greckiego. Jego podstawa zaprojektowana jest na planie ostatniej litery tegoż alfabetu. Jest to symbol początku i końca wszystkiego. W kościele znajduje się Obraz Matki Kościoła. Jest to dar Ojca Świętego Pawła VI dla Sanktuarium Matki Bożej – Matki Kościoła w Kaliszu.

## Proboszczowie
- ks. Józef Kołaciński FDP
- ks. Tadeusz Błaszczyk FDP[2]
- ks. Antoni Wita FDP (od 1 sierpnia 2017)[3]

## Duszpasterstwa
- Duszpasterstwo niesłyszących
- Duszpasterstwo dzieci autystycznych i niepełnosprawnych.

## Grupy parafialne
Ministranci, Żywy Różaniec, Apostolat Maryjny, Koło Przyjaciół Radia Maryja, Anonimowi Alkoholicy, Duszpasterstwo dzieci autystycznych i niepełnosprawnych, Wspólnoty neokatechumenalne, Grupa pielgrzymkowa, Ognisko parafialne. Wspólnota Przyjaciele Oblubieńca. 

## Działalność społeczna i zasięg
Z inicjatywy katechetów i pedagoga szkolnego przy parafii powstało Ognisko dla dzieci. Celem jego jest opieka nad dziećmi specjalnej troski, aby mogły wzrastać w wierze i miłości. Dzieci pochodzą z rodzin dysfunkcyjnych.
Ulice na obszarze parafii
Osiedle Widok
ulice: Urzędnicza, Żabia, Józefa Bema, Kielecka, Juliusza Słowackiego, Widok, Adama Mickiewicza, Graniczna, al. Wojska Polskiego, Serbinowska
Osiedle Marii Dąbrowskiej
ulice: Górnośląska, Górna, Boczna, Harcerska, Wąska, Strzelecka, Polna
Osiedle Kaliniec
ulice: Bogumiła i Barbary, Młynarska
Osiedle 25-lecia
ulice: Podmiejska